# Расмус-бродяга (фильм, 1978)
«Расмус-бродяга» — советский приключенческий художественный двухсерийный телефильм 1978 года по мотивам одноимённой повести Астрид Линдгрен.

## Сюжет
Действие происходит в Швеции в начале XX века. Мальчик Расмус живёт в приюте. Не выдержав тюремных порядков и придирок управляющей фрекен Хёк, он убегает из приюта и прибивается к бродяге и барду Оскару по прозвищу «Перекати-поле». Вместе они отправляются в путешествие по стране, во время которого Оскар старается подыскать для мальчика родителей. Расмус, привязавшийся к Оскару, не хочет его бросать.
Много приключений выпадет на долю героев, им даже удастся раскрыть преступление и вернуть ценную картину её хозяйке. Но вот лето кончается, пора искать место, где провести зиму. Оскар и Расмус добираются до хутора доброй хозяйки Мартины…

## В ролях
- Кирилл Полтевский — Расмус-бродяга
- Альберт Филозов — Оскар
- Сергей Юрский — Лиф
- Михаил Данилов — Лиандер
- Елизавета Никищихина — фрекен Хёк
- Павел Панков — Ленсман
- Людмила Дмитриева — Анна
- Николай Тимофеев — Нильсон
- Лариса Лужина — фру Бьерисон
- Татьяна Панкова — фру Хетберт
- Вадим Александров — полицейский Бергквист
- Нина Гребешкова — фру Нильсон
- Татьяна Фёдорова — Мартина
- Лейда Раммо — старуха с трубкой
- Хеленд Пээп — Линдберг
- В. Козлов — паренёк Билл
- Екатерина Блинова — эпизод

## Съёмочная группа
- Режиссёр: Мария Муат
- Сценарист: Игорь Шевцов
- Оператор: Владимир Брусин
- Художник: Виктор Монетов
- Композитор: Борис Чайковский
- песни на стихи Давида Самойлова